# Castleford Tigers Rugby League Football Club
Maillots
Les Castleford Tigers sont un club professionnel anglais de rugby à XIII basé à Castleford dans le Yorkshire de l'Ouest. Ils évoluent dans la Super League qui est le championnat élite d'Europe (regroupant des clubs anglais, français et gallois). Bien que n'ayant jamais remporté le championnat (finaliste en 2017), le club s'est imposé à quatre reprises en Challenge Cup : 1934, 1969, 1970 et 1986.
Le club est fondé en 1926. Intégré à la Super League dès son origine en 1996, le club y a disputé toutes ses saisons à l'exception de 2005 et de 2007 où il a rejoint le second échelon. Il évolue au Jungle (aussi appelé « Wheldon Road ») depuis 1927 (actuellement doté de 11 730 places). Cependant un nouveau stade plus moderne de 13 300 places est prévu pour 2013 afin de s'aligner sur les exigences de la Super League.

## Palmarès
| Super League (précédemment RFL Championship)                                                                                    | Challenge Cup                                                                     |
| --- | --------------------------------------------------------------------------------- |
| - Champion (0) : . - Finaliste (3) : 1939, 1969 et 2017. Résultats en saison régulière (Super League) : - Vainqueur (1) : 2017. | - Vainqueur (4) : 1935, 1969, 1970 et 1986. - Finaliste (3) : 1992, 2014 et 2021. |

## Histoire

### 1926-2013: Un club réputé mais jamais champion
Le club est fondé en 1926 et, s'il remporte quatre fois la Challenge Cup, il ne parvient pas à remporter un titre quelconque de championnat. Notons qu'il remporte la Coupe d'Angleterre en 1986, par un seul point d'écart face à Hull KR.
En 2008, le club fait parler de lui en dehors de la « sphère treiziste » , en permettant au sprinteur britannique Dwain Chambers de s'essayer au rugby à XIII : celui-ci, après avoir fait de nombreux entrainements avec le club, dispute un match de sélection ( « trial game ») pour une équipe réserve, mais renonce à cette reconversion,.

### 2013-: Période Daryl Powell
Avec l'arrivée de l'entraîneur Daryl Powell accompagné de son adjoint Danny Orr, le club de Castleford renoue avec le succès sur et en dehors des terrains. Résolument tourné vers l'offensif, le club s'appuie sur de nombreux joueurs formés au club à l'image de Daryl Clark, Michael Shenton, Adam Milner, Oliver Holmes, Craig Huby et Andy Lynch. De fond de tableau, Castleford devient à partir de 2014 une équipe jouant le haut du classement avec quatre qualifications d'affilée en phase finale dont une finale perdue en 2017. Il dispute également la finale de la Challenge Cup en 2014 perdue contre Leeds 10-23 devant 77 914 spectateurs à Wembley.
De nombreux joueurs sont récompensés à l'image du titre de meilleur joueur de la Super League en 2014 avec Daryl Clark et en 2017 avec Luke Gale. A leurs côtés, Michael Shenton, Denny Solomona, Greg Eden, Grant Millington, Zak Hardaker et Mike McMeeken connaissent tous une nomination dans l'équipe type de la saison entre 2014 et 2017.

## Joueurs emblématiques
Malcolm Reilly, troisième ligne, joue pour Castelford des années 1960 au milieu des années 1980 : il est élu homme du match lors de la finale de Challenge Cup en 1969, et dispute la Coupe du monde avec la Grande-Bretagne en 1970.
Plusieurs joueurs de Castleford ont été nommés dans l'équipe type de la Super League : Dean Sampson en 1999, Adrian Vowles en 1999, Michael Eagar en 2000, Danny Orr en 2002, Michael Smith en 2002, Andy Lynch en 2003, Danny Nutley en 2006, Rangi Chase en 2011, Michael Shenton en 2014, 2015 et 2017, Daryl Clark en 2014, Luke Gale en 2015, 2016 et 2017, Denny Solomona en 2016, Zak Hardaker en 2017, Greg Eden en 2017, Grant Millington en 2017, Mike McMeeken en 2017, Liam Watts en 2019 et Paul McShane en 2020.
Cinq joueurs ont remporté le Man of Steel : Adrian Vowles en 1999, Rangi Chase en 2011, Daryl Clark en 2014 et Luke Gale en 2017 et Paul McShane en 2020.

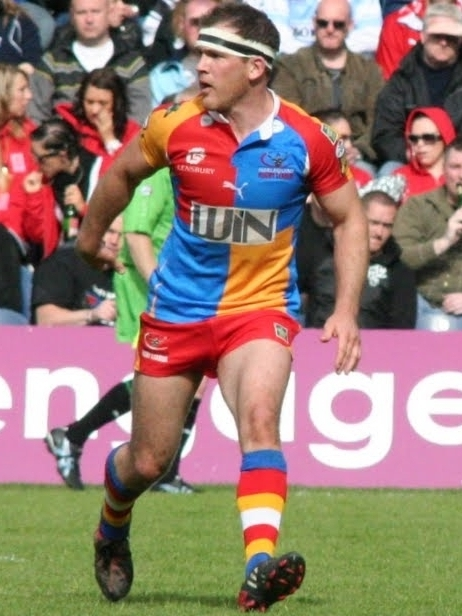
Danny Orr
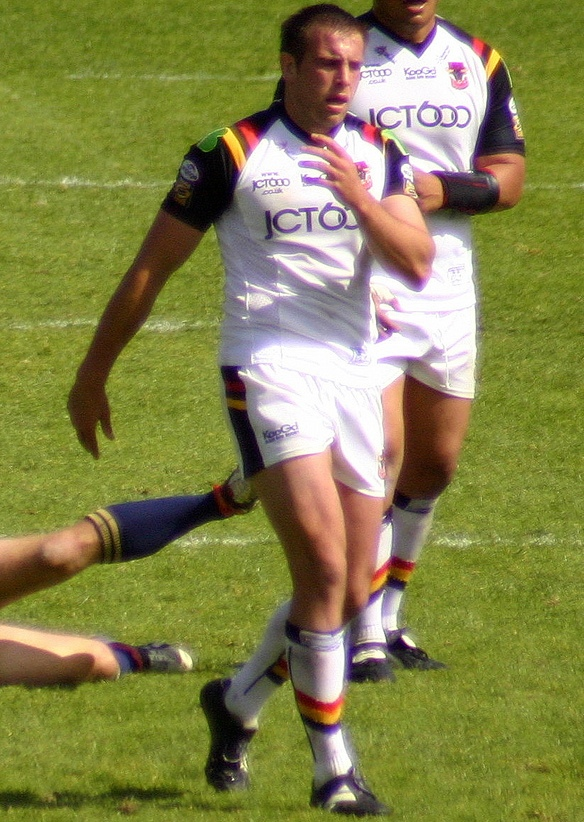
Andy Lynch
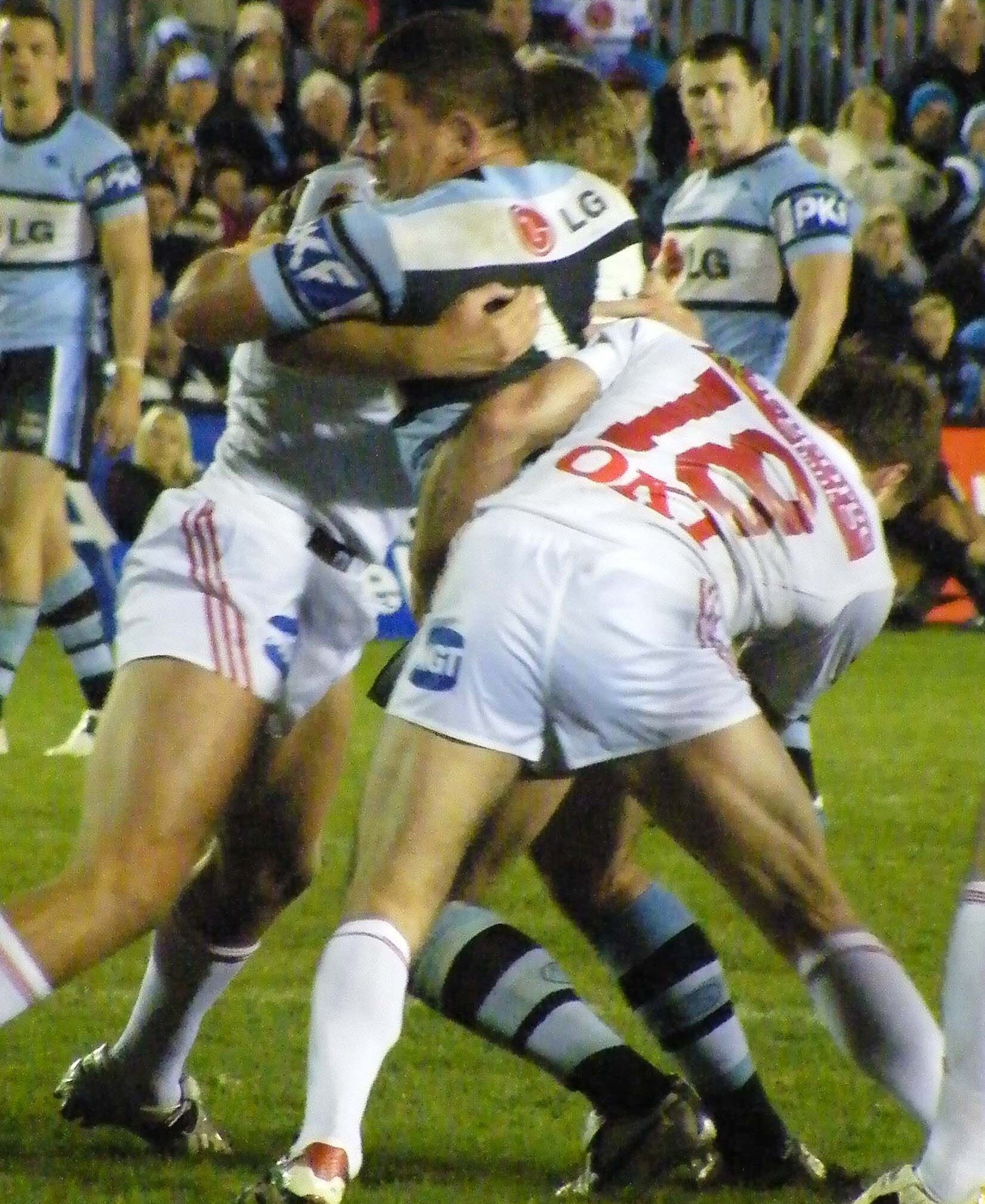
Danny Nutley
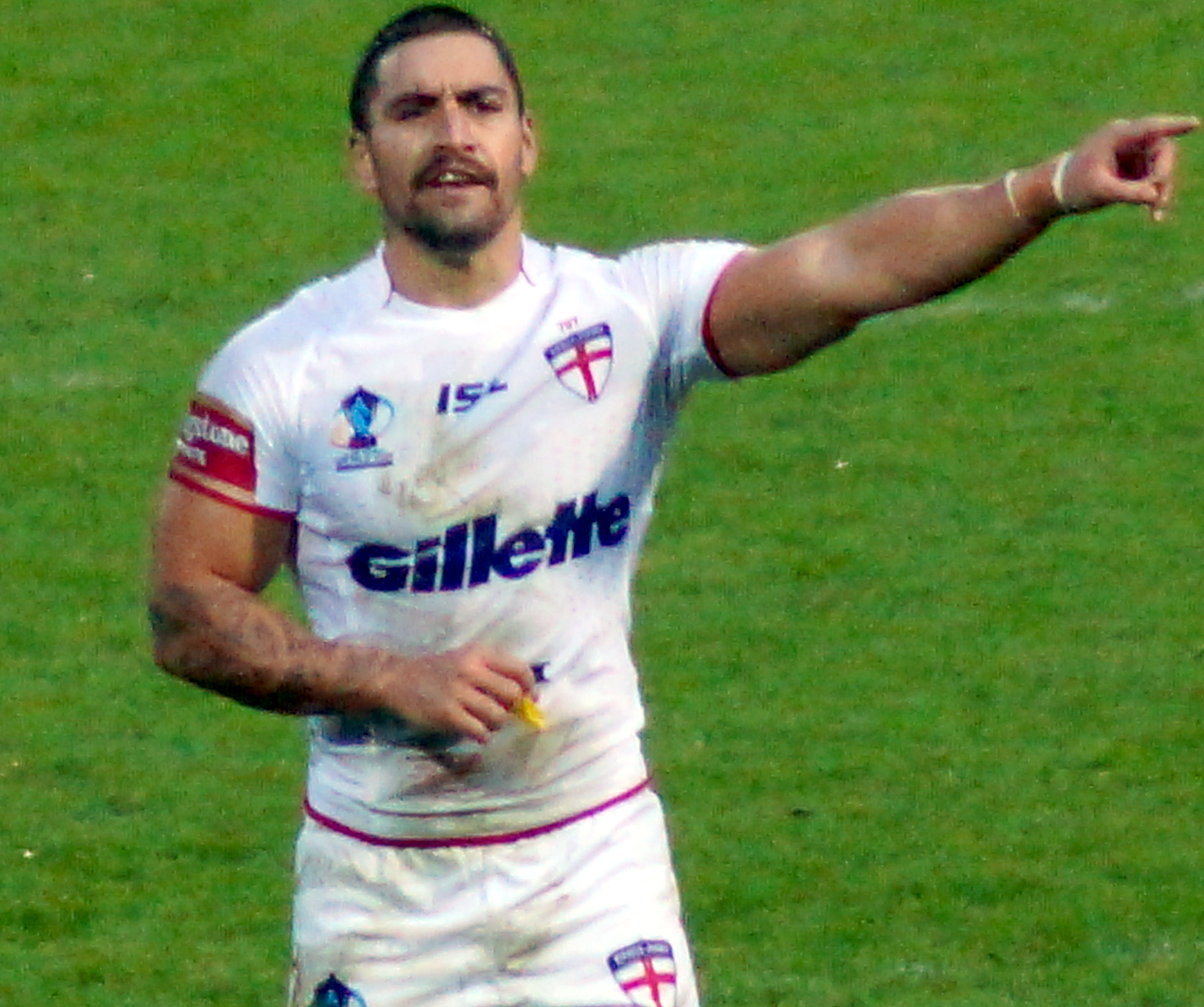
Rangi Chase
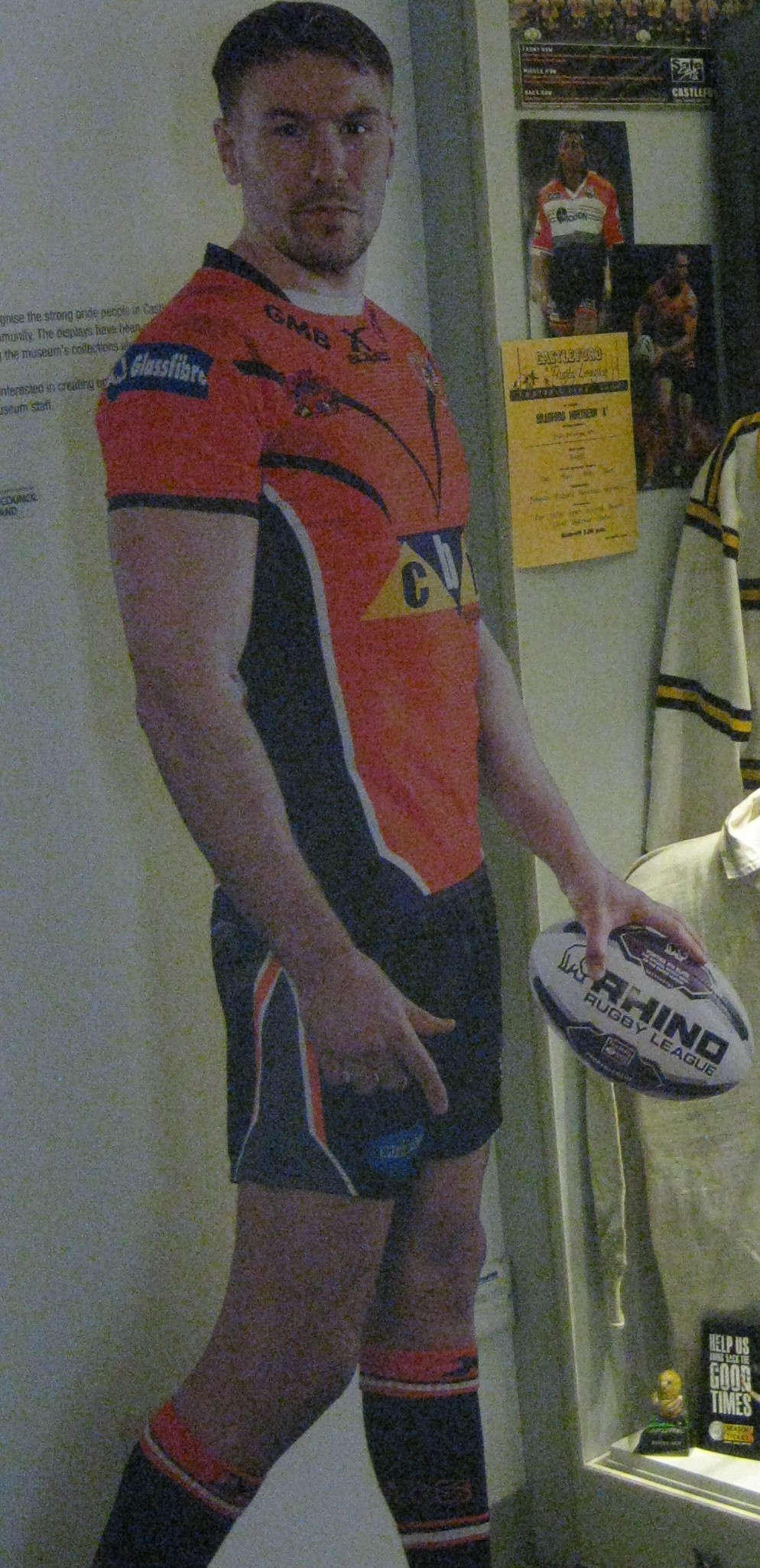
Michael Shenton
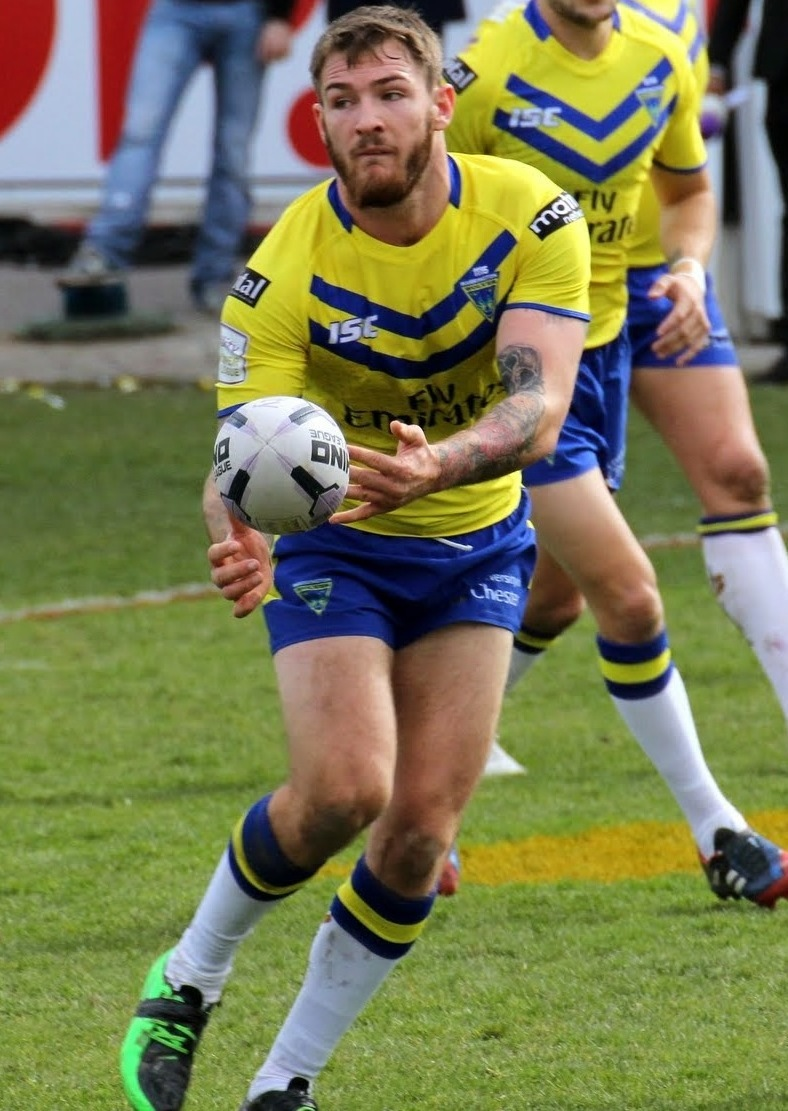
Daryl Clark
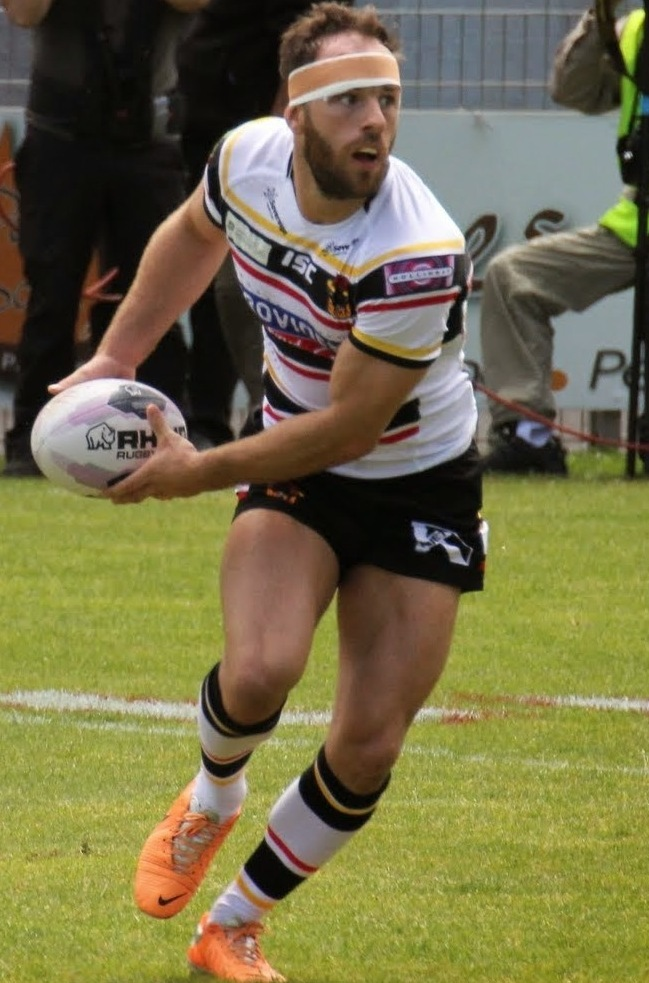
Luke Gale
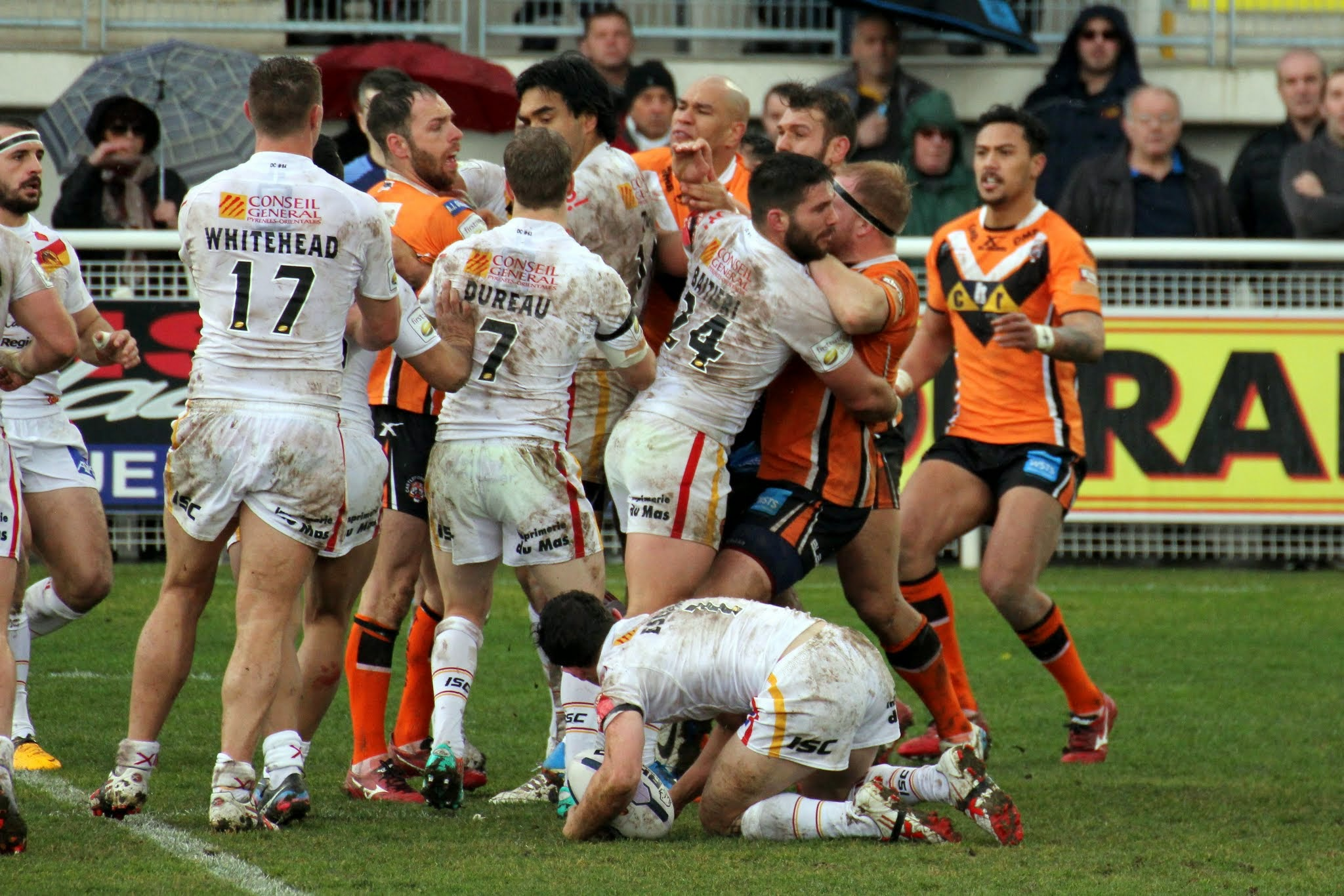
Denny Solomona
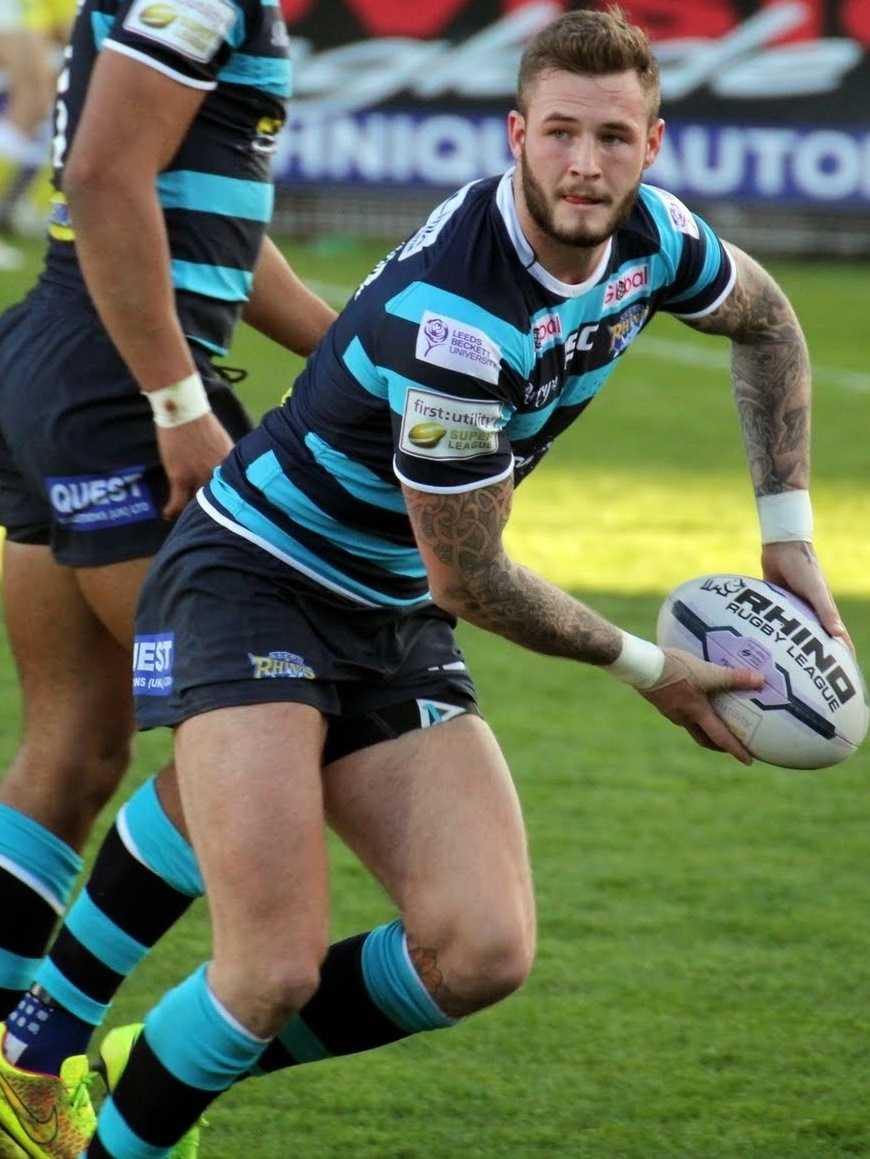
Zak Hardaker
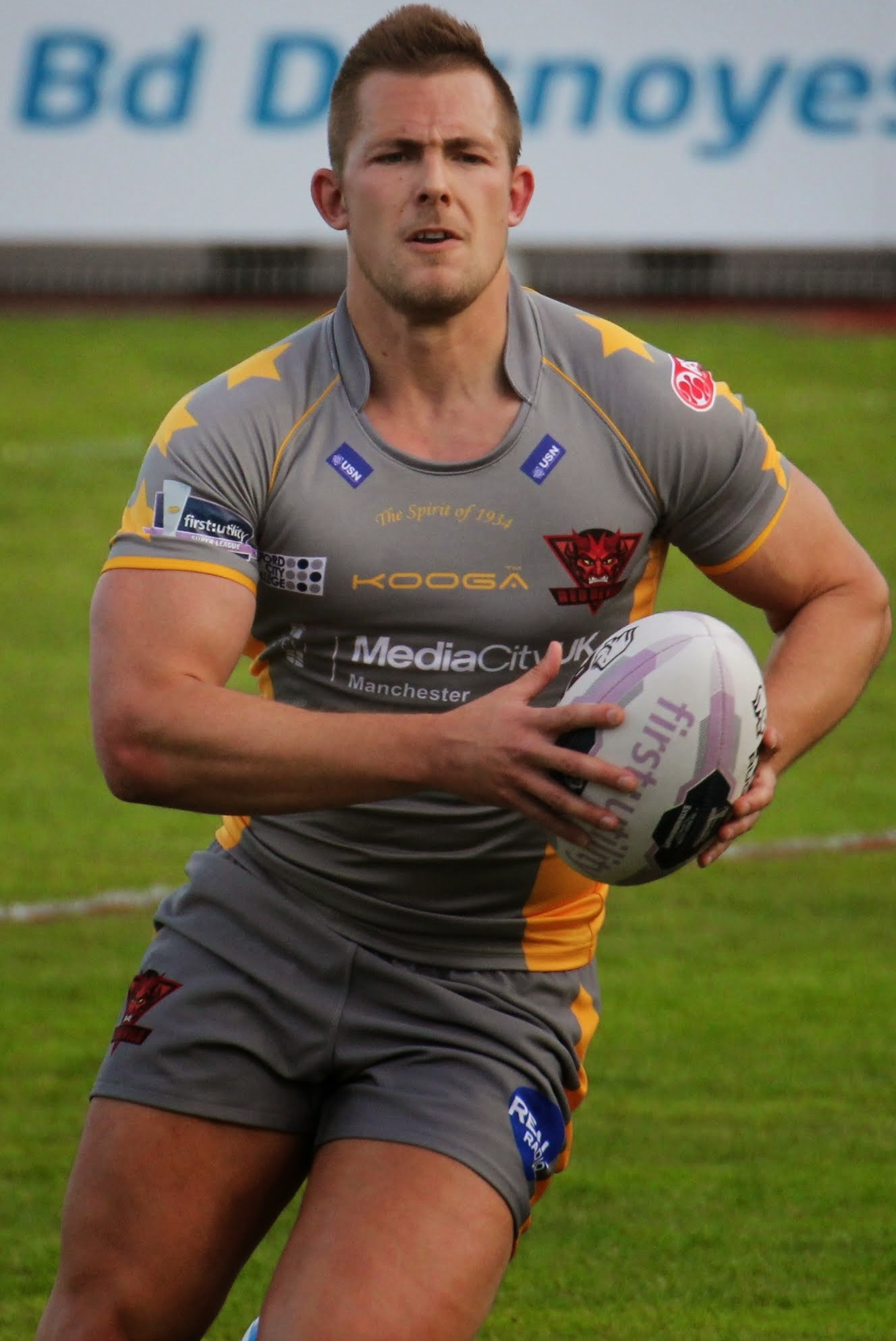
Greg Eden
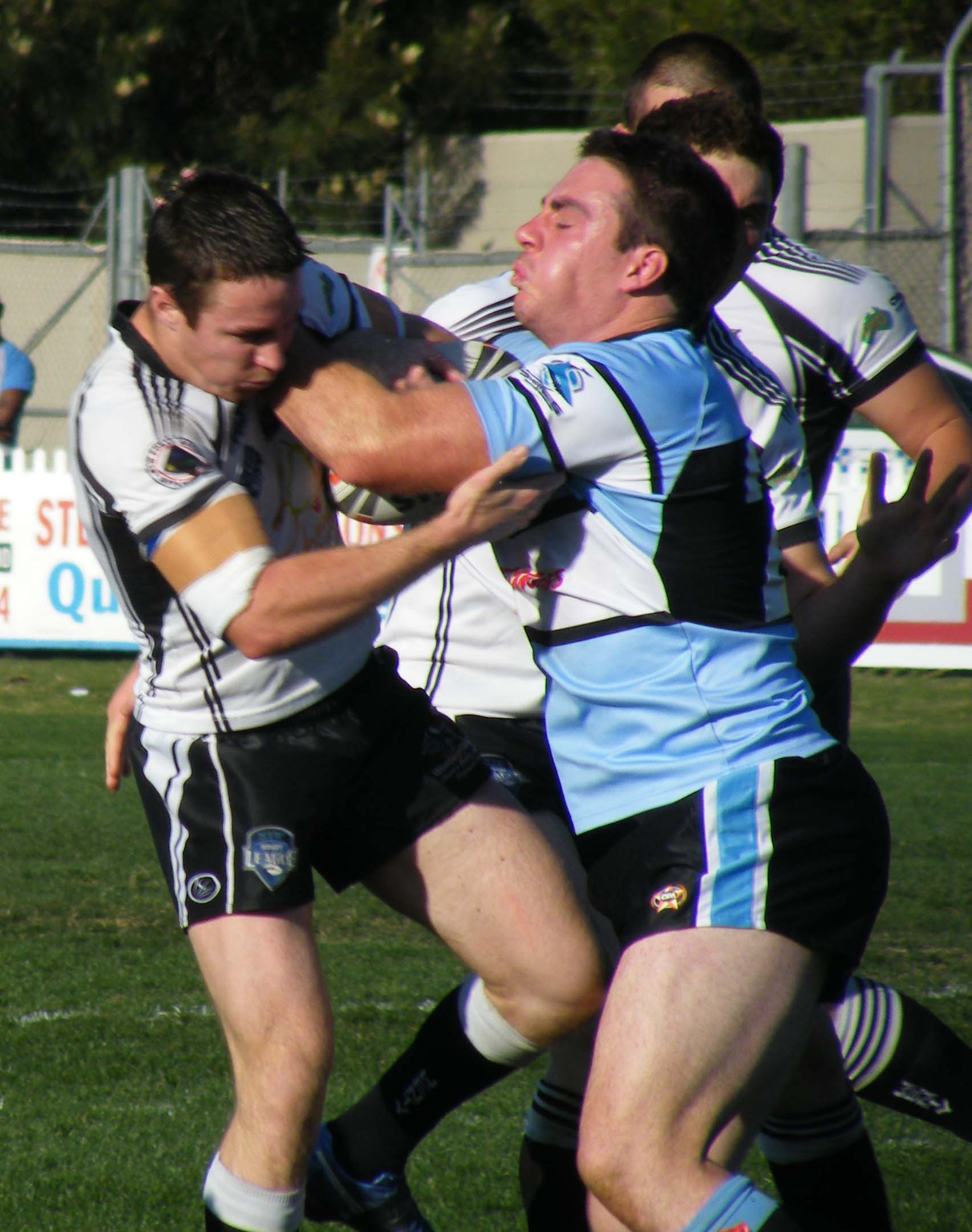
Grant Millington

## Bilan du club toutes saisons et toutes compétitions confondues
| Année       | Année       | Saison régulière Super League      | Saison régulière Super League      | Saison régulière Super League      | Saison régulière Super League      | Saison régulière Super League      | Saison régulière Super League      | Saison régulière Super League      | Saison régulière Super League      | Phase finale Super League      | Phase finale Super League      | Phase finale Super League      | Phase finale Super League      | Phase finale Super League      | Phase finale Super League      | Phase finale Super League      | Challenge Cup      |
| Année       | Année       | Class.                             | Points                             | MJ                                 | V.                                 | N.                                 | D.                                 | Pp.                                | Pc.                                | Perf.                          | MJ                             | V.                             | N.                             | D.                             | Pp.                            | Pc.                            | Performance        |
| Saison 1996 | Saison 1996 | 9e                                 | 18                                 | 22                                 | 9                                  | 0                                  | 13                                 | 548                                | 599                                | Non-qualifié                   | -                              | -                              | -                              | -                              | -                              | -                              | Seizième de finale |
| Saison 1997 | Saison 1997 | 10e                                | 12                                 | 22                                 | 5                                  | 2                                  | 15                                 | 334                                | 515                                | Non-qualifié                   | -                              | -                              | -                              | -                              | -                              | -                              | Seizième de finale |
| Saison 1998 | Saison 1998 | 6e                                 | 21                                 | 23                                 | 10                                 | 1                                  | 12                                 | 446                                | 522                                | Non-qualifié                   | -                              | -                              | -                              | -                              | -                              | -                              | Quart de finale    |
| Saison 1999 | Saison 1999 | 5e                                 | 41                                 | 30                                 | 19                                 | 3                                  | 8                                  | 712                                | 451                                | Finale éliminatoire            | 3                              | 2                              | 0                              | 1                              | 43                             | 62                             | Demi-finale        |
| Saison 2000 | Saison 2000 | 5e                                 | 34                                 | 28                                 | 17                                 | 0                                  | 11                                 | 585                                | 571                                | 1er tour                       | 1                              | 0                              | 0                              | 1                              | 14                             | 22                             | Huitième de finale |
| Saison 2001 | Saison 2001 | 8e                                 | 21                                 | 28                                 | 10                                 | 1                                  | 17                                 | 581                                | 777                                | Non-qualifié                   | -                              | -                              | -                              | -                              | -                              | -                              | Huitième de finale |
| Saison 2002 | Saison 2002 | 6e                                 | 30                                 | 28                                 | 14                                 | 2                                  | 12                                 | 736                                | 615                                | 1er tour                       | 1                              | 0                              | 0                              | 1                              | 14                             | 26                             | Demi-finale        |
| Saison 2003 | Saison 2003 | 8e                                 | 25                                 | 28                                 | 12                                 | 1                                  | 15                                 | 612                                | 633                                | Non-qualifié                   | -                              | -                              | -                              | -                              | -                              | -                              | Seizième de finale |
| Saison 2004 | Saison 2004 | 12e                                | 12                                 | 28                                 | 6                                  | 0                                  | 22                                 | 515                                | 924                                | Non-qualifié                   | -                              | -                              | -                              | -                              | -                              | -                              | Huitième de finale |
| Année       | Année       | Saison régulière National League 1 | Saison régulière National League 1 | Saison régulière National League 1 | Saison régulière National League 1 | Saison régulière National League 1 | Saison régulière National League 1 | Saison régulière National League 1 | Saison régulière National League 1 | Phase finale National League 1 | Phase finale National League 1 | Phase finale National League 1 | Phase finale National League 1 | Phase finale National League 1 | Phase finale National League 1 | Phase finale National League 1 | Challenge Cup      |
| Année       | Année       | Class.                             | Points                             | MJ                                 | V.                                 | N.                                 | D.                                 | Pp.                                | Pc.                                | Perf.                          | MJ                             | V.                             | N.                             | D.                             | Pp.                            | Pc.                            | Performance        |
| Saison 2005 | Saison 2005 | 2e                                 | 30                                 | 18                                 | 15                                 | 0                                  | 3                                  | 683                                | 368                                | Champion                       | 3                              | 3                              | 0                              | 0                              | 73                             | 52                             | Seizième de finale |
| Année       | Année       | Saison régulière Super League      | Saison régulière Super League      | Saison régulière Super League      | Saison régulière Super League      | Saison régulière Super League      | Saison régulière Super League      | Saison régulière Super League      | Saison régulière Super League      | Phase finale Super League      | Phase finale Super League      | Phase finale Super League      | Phase finale Super League      | Phase finale Super League      | Phase finale Super League      | Phase finale Super League      | Challenge Cup      |
| Année       | Année       | Class.                             | Points                             | MJ                                 | V.                                 | N.                                 | D.                                 | Pp.                                | Pc.                                | Perf.                          | MJ                             | V.                             | N.                             | D.                             | Pp.                            | Pc.                            | Performance        |
| Saison 2006 | Saison 2006 | 11e                                | 19                                 | 28                                 | 9                                  | 1                                  | 18                                 | 575                                | 968                                | Non-qualifié                   | -                              | -                              | -                              | -                              | -                              | -                              | Seizième de finale |
| Année       | Année       | Saison régulière National League 1 | Saison régulière National League 1 | Saison régulière National League 1 | Saison régulière National League 1 | Saison régulière National League 1 | Saison régulière National League 1 | Saison régulière National League 1 | Saison régulière National League 1 | Phase finale National League 1 | Phase finale National League 1 | Phase finale National League 1 | Phase finale National League 1 | Phase finale National League 1 | Phase finale National League 1 | Phase finale National League 1 | Challenge Cup      |
| Année       | Année       | Class.                             | Points                             | MJ                                 | V.                                 | N.                                 | D.                                 | Pp.                                | Pc.                                | Perf.                          | MJ                             | V.                             | N.                             | D.                             | Pp.                            | Pc.                            | Performance        |
| Saison 2007 | Saison 2007 | 1er                                | 51                                 | 18                                 | 17                                 | 0                                  | 1                                  | 860                                | 247                                | Champion                       | 2                              | 2                              | 0                              | 0                              | 68                             | 18                             | Seizième de finale |
| Année       | Année       | Saison régulière Super League      | Saison régulière Super League      | Saison régulière Super League      | Saison régulière Super League      | Saison régulière Super League      | Saison régulière Super League      | Saison régulière Super League      | Saison régulière Super League      | Phase finale Super League      | Phase finale Super League      | Phase finale Super League      | Phase finale Super League      | Phase finale Super League      | Phase finale Super League      | Phase finale Super League      | Challenge Cup      |
| Année       | Année       | Class.                             | Points                             | MJ                                 | V.                                 | N.                                 | D.                                 | Pp.                                | Pc.                                | Perf.                          | MJ                             | V.                             | N.                             | D.                             | Pp.                            | Pc.                            | Performance        |
| Saison 2008 | Saison 2008 | 12e                                | 15                                 | 27                                 | 7                                  | 1                                  | 19                                 | 593                                | 869                                | Non-qualifié                   | -                              | -                              | -                              | -                              | -                              | -                              | Seizième de finale |
| Saison 2009 | Saison 2009 | 7e                                 | 28                                 | 27                                 | 14                                 | 0                                  | 13                                 | 645                                | 702                                | 1er tour                       | 0                              | 0                              | 0                              | 1                              | 12                             | 18                             | Quart de finale    |
| Saison 2010 | Saison 2010 | 9e                                 | 22                                 | 27                                 | 11                                 | 0                                  | 16                                 | 648                                | 766                                | Non-qualifié                   | -                              | -                              | -                              | -                              | -                              | -                              | Seizième de finale |
| Saison 2011 | Saison 2011 | 9e                                 | 26                                 | 27                                 | 12                                 | 2                                  | 13                                 | 664                                | 808                                | Non-qualifié                   | -                              | -                              | -                              | -                              | -                              | -                              | Demi-finale        |
| Saison 2012 | Saison 2012 | 13e                                | 12                                 | 27                                 | 6                                  | 0                                  | 21                                 | 554                                | 948                                | Non-qualifié                   | -                              | -                              | -                              | -                              | -                              | -                              | Seizième de finale |
| Saison 2013 | Saison 2013 | 12e                                | 20                                 | 27                                 | 9                                  | 2                                  | 16                                 | 702                                | 881                                | Non-qualifié                   | -                              | -                              | -                              | -                              | -                              | -                              | Seizième de finale |
| Saison 2014 | Saison 2014 | 4e                                 | 36                                 | 27                                 | 17                                 | 2                                  | 8                                  | 814                                | 583                                | 2e tour                        | 2                              | 0                              | 0                              | 2                              | 14                             | 71                             | Finaliste          |
| Saison 2015 | Saison 2015 | 5e                                 | 32                                 | 30                                 | 16                                 | 0                                  | 14                                 | 731                                | 746                                | Non-qualifié                   | -                              | -                              | -                              | -                              | -                              | -                              | Huitième de finale |
| Saison 2016 | Saison 2016 | 5e                                 | 31                                 | 30                                 | 15                                 | 1                                  | 14                                 | 830                                | 808                                | Non-qualifié                   | -                              | -                              | -                              | -                              | -                              | -                              | Quart de finale    |
| Saison 2017 | Saison 2017 | 1er                                | 50                                 | 30                                 | 25                                 | 0                                  | 5                                  | 965                                | 536                                | Finaliste                      | 2                              | 1                              | 0                              | 1                              | 29                             | 46                             | Quart de finale    |
| Saison 2018 | Saison 2018 | 3e                                 | 41                                 | 30                                 | 20                                 | 1                                  | 9                                  | 767                                | 582                                | Demi-finale                    | 1                              | 0                              | 0                              | 1                              | 0                              | 14                             | Huitième de finale |
| Saison 2019 | Saison 2019 | 5e                                 | 30                                 | 29                                 | 15                                 | 0                                  | 14                                 | 646                                | 558                                | 2e tour                        | 2                              | 1                              | 0                              | 1                              | 14                             | 34                             | Huitième de finale |
| Saison 2020 | Saison 2020 | 8e                                 | 12                                 | 16                                 | 6                                  | 0                                  | 10                                 | 328                                | 379                                | Non qualifié                   | -                              | -                              | -                              | -                              | -                              | -                              | 6e tour            |
| Saison 2021 | Saison 2021 | 7e                                 | 22                                 | 23                                 | 11                                 | 0                                  | 12                                 | 437                                | 552                                | Non qualifié                   | -                              | -                              | -                              | -                              | -                              | -                              | Finaliste          |
| Saison 2022 | Saison 2022 | 7e                                 | 26                                 | 27                                 | 13                                 | 0                                  | 14                                 | 544                                | 620                                | Non qualifié                   | -                              | -                              | -                              | -                              | -                              | -                              | Quart de finale    |
| Saison 2023 | Saison 2023 | 11e                                | 12                                 | 27                                 | 6                                  | 0                                  | 21                                 | 323                                | 774                                | Non qualifié                   | -                              | -                              | -                              | -                              | -                              | -                              | Huitième de finale |
| Saison 2024 | Saison 2024 | 10e                                | 15                                 | 27                                 | 7                                  | 1                                  | 19                                 | 425                                | 735                                | Non qualifié                   | -                              | -                              | -                              | -                              | -                              | -                              | Quart de finale    |
| Saison 2025 | Saison 2025 | -                                  | -                                  |                                    |                                    |                                    |                                    |                                    |                                    | -                              | -                              | -                              | -                              | -                              | -                              | -                              | 3e tour            |